# Musa beccarii
Musa beccarii är en enhjärtbladig växtart som beskrevs av N.W.Simmonds. Musa beccarii ingår i släktet bananer, och familjen bananväxter.

## Underarter
Arten delas in i följande underarter:
- M. b. beccarii
- M. b. hottana

## Bildgalleri

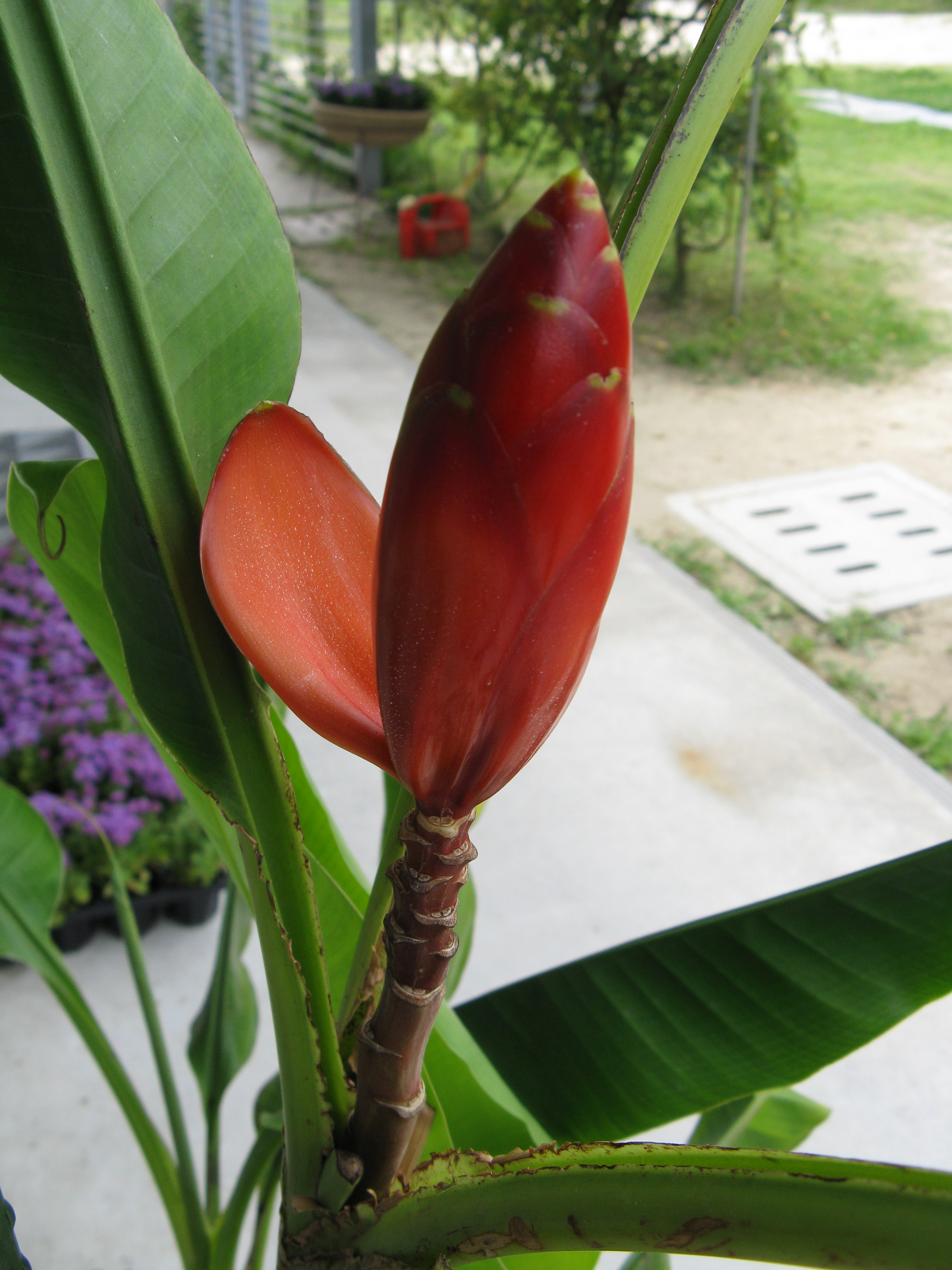
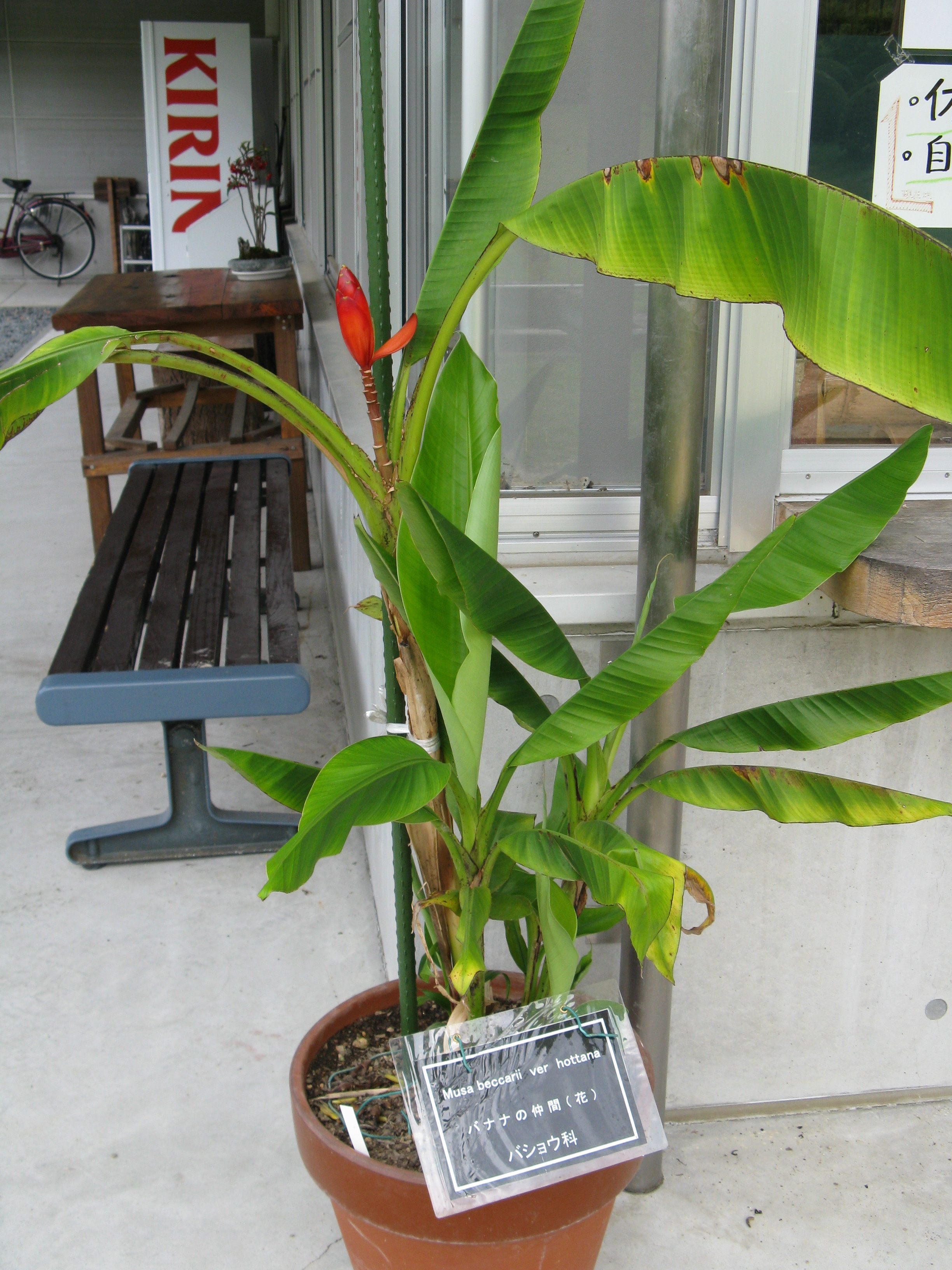